# 刘子旭 (冬季两项运动员)
刘子旭（1997年8月27日—），陜西省西安市人，中国男子残疾人冬季两项和越野滑雪运动员。2022年参加冬季残疾人奥林匹克运动会冬季两项比赛，并获得一金一铜，并获得本届冬残奥会首枚金牌。。